# Chris Perfetti
Chris Perfetti (Rochester, 12 dicembre 1988) è un attore statunitense.

## Biografia

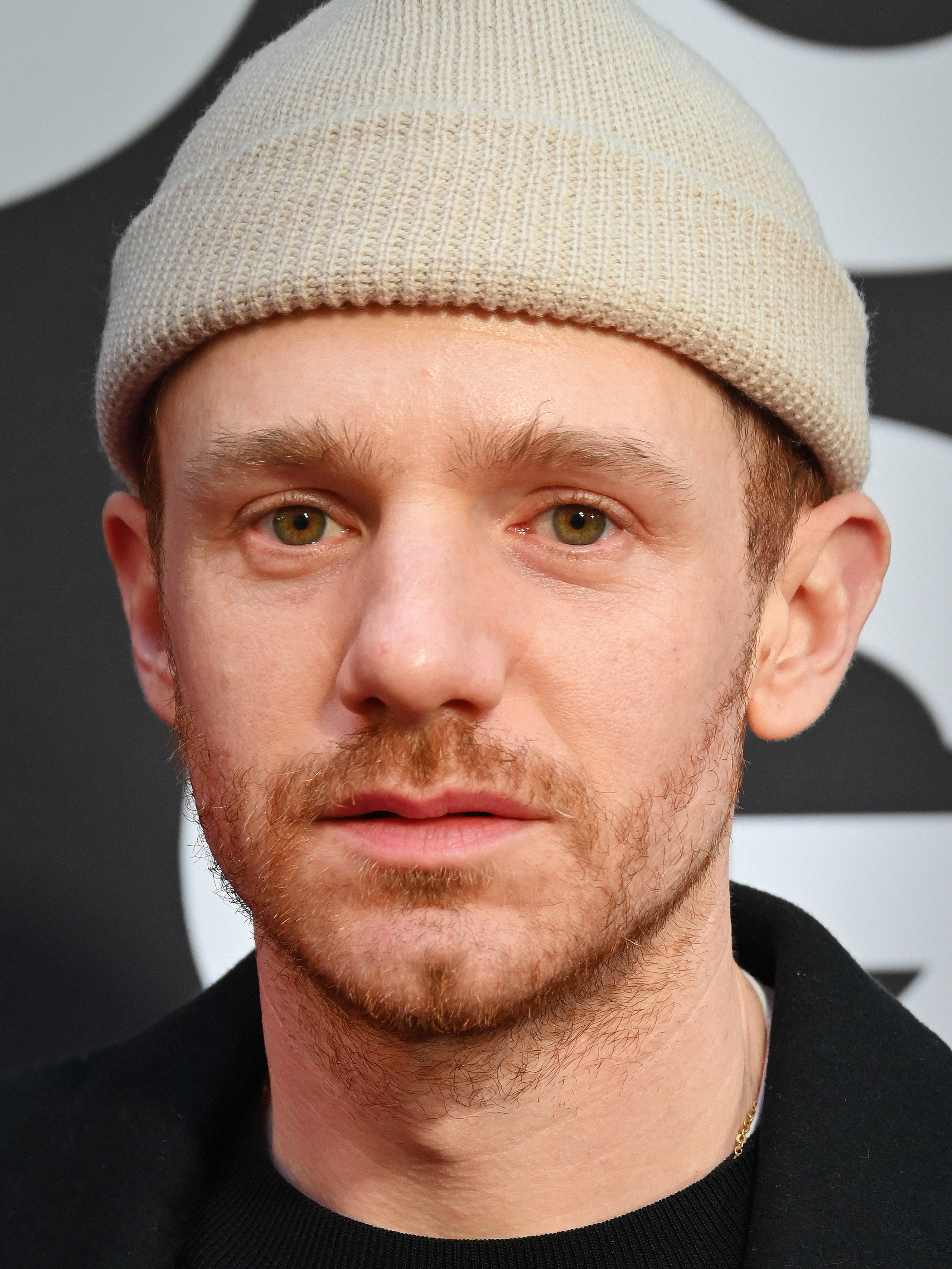
Perfetti nel 2025

Nato e cresciuto a Rochester, Chris Perfetti ha studiato recitazione alla State University of New York at Purchase. Nel 2011 ha fatto il suo debutto sulle scene nella commedia Sons of the Prophet nell'Off-Broadway, per cui ha vinto il Theatre World Award. Da allora ha recitato regolarmente sulle scene di Broadway, dell'Off-Broadway e Chicago, spaziando dai classici shakespeariani ad opere moderne di Caryl Churchill e Bruce Norris. In campo televisivo ha recitato in numerose serie e ha interpretato ruoli ricorrenti in Crossbones, Abbott Elementary, In the Dark e Looking.

## Filmografia

### Cinema
- Sound of Metal, regia di Darius Marder (2019)
- Sicario - Ultimo incarico (The Virtuoso), regia di Nick Stagliano (2021)

### Televisione
- Crossbones - serie TV, 9 episodi (2014)
- Looking - serie TV, 4 episodi (2015)
- Blue Bloods - serie TV, episodio 6x16 (2016)
- Looking - Il film (Looking: The Movie) - film TV, regia di Andrew Haigh (2016)
- The Night Of - Cos'è successo quella notte? (The Night Of) - serie TV, 3 episodi (2016)
- Gotham - serie TV, 1 episodio (2018)
- Bull - serie TV, 1 episodio (2018)
- What We Do in the Shadows - serie TV, 1 episodio (2019)
- In the Dark - serie TV, 11 episodi (2020)
- Bonding - serie TV, 1 episodio (2020)
- The Resident - serie TV, 3 episodi (2021)
- Abbott Elementary - serie TV, 13 episodi (2021-in corso)

## Teatro
- Sons of the Prophet di Stephen Karam. Laura Pels Theatre dell'Off-Broadway (2011)
- Picnic di William Inge. American Airlines Theatre di Broadway (2013)
- La tempesta di William Shakespeare. Delacorte Theater dell'Off-Broadway (2015)
- Settimo cielo di Caryl Churchill. Linda Gross Theater dell'Off-Broadway (2015)
- Everybody di Branden Jacobs-Jenkins. Signature Theater dell'Off-Broadway (2017)
- Sei gradi di separazione di John Guare. Ethel Barrymore Theatre di Broadway (2017)
- The Low Row di Bruce Norris. Public Theater dell'Off-Broadway (2018)
- Moscow Moscow Moscow Moscow Moscow Moscow di Halley Feiffer. MCC Theater dell'Off-Broadway (2019)
- King James di Rajiv Joseph. Steppenwolf Theatre di Chicago (2022)

## Doppiatori italiani
Nelle versioni in italiano delle opere in cui ha recitato, Chris Perfetti è stato doppiato da:
- Emiliano Coltorti in Looking, Looking - Il film
- Alessandro Capra in Blue Bloods
- Luca Ciarciaglini in Bonding
- Stefano Sperduti in Abbott Elementary